# コミック会話
コミック会話（コミックかいわ、英: Comic Strip Conversations、略称: CSC）は、社会的状況や会話の内容を視覚的に整理・表現するための支援手法であり、吹き出しや簡単なイラストを用いたコミック形式によって構成される。1994年にキャロル・グレイによって考案された。

## 特徴
コミック会話は、視覚的に社会的状況や会話を整理する手法であり、学習者と支援者が共同で描き進める形式をとる。学習者に対して「失敗や問題行動の振り返りを目的としたもの」と認識されないように、初回の使用時には、ポジティブな社会的経験や成功した対話場面を題材とする。学習者が動揺しているときは使用せず、冷静な状態になった後、できるだけ静かな環境下で実施する。絵には「誰が」「どこで」「何をしていたか」などの要素を含め、話された内容はセリフの吹き出しに、気持ちや考えは思考の吹き出しに記入する。
主な構成要素：
- 登場人物の絵：実際にその場にいた人物を、棒人間などの簡素なイラストで描く。
- 場面設定：どこで出来事が起きたのか、背景として場所を描くことで文脈を理解しやすくする。
- セリフの吹き出し：実際に話された言葉を視覚的に示す。
- 思考の吹き出し：本人や他者がそのとき何を考えていたか、または考えていたかもしれないことを記録する。

状況や誤解の整理が出来たら、次の段階として代替行動や新たな対応方法を学習者と支援者が一緒に考える。異なる展開のシナリオを描き出すことによって、次回同様の状況が起きたときの対応策を視覚的に学ぶことが可能となる。

## 質問例
コミック会話を作成するときは、状況や感情を具体的に引き出すために以下のようなオープンクエスチョンが使用される。
- どこにいたの？
- 他に誰がいたの？
- その人たちは何をしていた？
- 何が起こったの？
- それを言ったとき、どんな気持ちだった？
- そのとき、相手はどんなことを考えていたと思う？
- そのとき、自分はどんな気持ちだった？
- 相手はどんな気持ちだったと思う？

これらの質問は、視点取得や感情理解を促すための重要な支援ツールとして機能する。

## 色の活用
コミック会話では色を用いることで感情表現をより視覚的にわかりやすくすることができる。具体的には、発言や思考を記述する際に、その感情を象徴する色で文字を青くことで、当時の心情をより直感的に理解しやすくなる。この手法はあくまで任意であり、全てのケースで用いる必要はないが、視覚的な情報処理を得意とする学習者にとっては効果的であるとされている。
色と感情の例（一例）：
- 赤：怒り（怒っている、イライラしている）
- 青：悲しみ（寂しい、がっかりした）
- 緑：安心（落ち着いている、平和な気持ち）
- 黄色：嬉しさ（楽しい、ワクワクしている）
- 黒／グレー：混乱、不安（どうしていいかわからない、こわい）

このような色分けされた吹き出しや文字を用いることで、学習者自身の気持ちを整理しやすくなるだけでなく、支援者や保護者がそのときの心情をより正確に把握する助けにもなる。

## 活用上の配慮
コミック会話の活用には個人差が大きく、作成した内容をファイルやスクラップブックに保存し、繰り返し見返すことを好む学習者もいれば、記録として残すことを望まず、書き終えた時点で処分を希望する学習者もいる。そのため、使用にあたっては学習者本人の意向を尊重し、柔軟に対応することが求められる。
また、初回に上手くいかなくても、繰り返し取り組むことで支援者との信頼関係が深まり、効果的に機能する場合がある。
支援の際には、問題点の指摘ばかりに偏らず、できていたことや適切に対応できていた点にも意識を向け、肯定的なフィードバックを心がけることが推奨されている。

## 効果
イギリスの研究では、コミック会話が自閉スペクトラム症の児童・生徒の特定の問題行動の改善に効果をもたらすかどうかが検証された。対象は11歳から14歳までの児童・生徒8名で、16週間の介入が行われた。その結果、観察指標（ベースライン中央値を上回るデータの割合：PEM、およびTau-U分析）とグラフの視覚的検討を総合すると、8名中7名において中程度から高い改善効果が認められた。また、コミック会話を通じて、社会的な状況や問題行動を視覚的に整理した後に、今後の対応や行動の選択肢を視覚的に描くまたは口頭で話し合う形でまとめる「行動計画（アクションプラン）」の導入が、介入効果に与える影響についても検討されたが、形式による有意な差は認められなかった。一方で、より効果的だった行動計画には、具体的かつ現実的な目標設定、実行可能な戦略、定期的な見直し、そして参加者の認知的特性（視覚優位または聴覚優位）に合った提示形式が含まれていた。